# José Antonio Redondo García
José Antonio Redondo García (Turón, 8 marzo 1953) è un allenatore di calcio ed ex calciatore spagnolo, di ruolo difensore.

## Carriera
Iniziò la carriera nel CD Turón, giocando in Tercera División spagnola. Nel 1972 fu acquistato dallo Sporting Gijón, che lo girò all'Ensidesa, sempre nella Tercera División spagnola. Nel mese di gennaio del 1973 fu richiamato anticipatamente allo Sporting, debuttando così il 7 gennaio contro il Real Oviedo.
Redondo giocò per 13 stagioni con lo Sporting Gijon. Nel 1976 il club asturiano retrocesse in Segunda División, ma ritornò prontamente in massima serie, vincendo il campionato cadetto con Vicente Miera come allenatore.
Nel 1978 esordì nelle competizioni europee, in Coppa UEFA contro il Torino.
Si ritirò nel 1985, intraprendendo in seguito la carriera da allenatore.

## Palmarès

### Giocatore

#### Competizioni nazionali
- Segunda División spagnola: 1

Sporting Gijón: 1976-1977